# 西福寺 (羽生市)
西福寺（さいふくじ）は、埼玉県羽生市にある真言宗智山派の寺院。

## 歴史
創建年代は不明であるが、岸西によって開山された。岸西の存命年代は不明であるが、第2世住職の秀永は1560年（永禄3年）に寂していることから、逆算して室町時代後期に創建されたものと推測される。
江戸時代に入ると、火災に遭ったり移転したりと混乱していたが、第12世海央の代になってようやく中興された。本尊の阿弥陀如来も中興後に寄進されたものである。

## 交通アクセス
- 南羽生駅より徒歩26分。